# Kyle of Lochalsh Line
La Kyle of Lochalsh Line es una línea de ferrocarril ubicada en las Tierras Altas al norte de Escocia. Presta servicios desde Inverness hasta Kyle of Lochalsh. Se carecteriza por atravesar una zona rural, con escasa población a lo largo de la ruta, pero se mantiene operativa por los servicios turísticos y por su interés social. Todos los servicios son proporcionados por la First ScotRail. Para mantener la conexión ferroviaria más allá de Inverness, hay líneas que conectan con Glasgow, Edimburgo y Aberdeen. La línea tiene algunos tramos de vía única al norte de Dingwall y todos los trenes son diésel, ya que ningún tramo de la línea está electrificado.

## Servicio
Hasta 2008, en los meses de invierno había tres, por lo general dos, servicios por día en ambas direcciones y sin servicios el domingo. Durante los meses de verano, de lunes a sábado, aumentaban los servicios a cuatro en ambos sentidos, y con dos servicios adicionales en cada dirección los domingos.
Desde diciembre de 2008, se mejoró el servicio, con la introducción de cuatro trenes diarios durante todo el año, de lunes a sábado. Los servicios del domingo son de dos trenes en verano y uno en invierno.

## Ruta
Garve sirve de enlace para los servicios de autobús a Ullapool y el transbordador a Stornoway. Achnasheen proporciona enlaces por carretera hacia el oeste a Gairloch. Strathcarron permite ir a los pueblos de Lochcarron, Torridon y Applecross.
Sólo las estaciones de Dingwall y Kyle of Lochalsh tienen personal. Sin embargo, todas las estaciones a lo largo de la ruta tienen iluminación y carteles de información al viajero con detalles del horario de los trenes. La mayoría de las estaciones tienen teléfonos de información al pasajero, para poder contactar con el personal de atención al cliente, en un horario normal de oficina.